# Ryūjō (Schiff, 1870)
Die Ryūjō (japanisch 龍驤 ‚Tänzelnder Drache‘) war eine in Großbritannien gebaute Panzerkorvette. Ein britischer Geschäftsmann, Thomas Blake Glover, mit starken, geschäftlichen Beziehungen zu Japan, übernahm das Schiff und verkaufte es im Jahre 1870 dem japanischen Daimyō Nabeshima Naomasa, der es, kurz nachdem er das Schiff erhalten hatte, der im Entstehen befindlichen Kaiserlich Japanischen Flotte (IJN) schenkte. Als größtes Schiff der Flotte wurde die Ryūjō regelmäßig vom Tennō Meiji besucht und wurde für diplomatische Missionen in das damals noch kaiserliche China eingesetzt. Im Kampf gegen die verschiedenen Rebellionen, die in Japan in den 70er Jahren des 19. Jahrhunderts vorkamen, spielte sie nur eine kleine, untergeordnete Rolle.
Das Schiff strandete 1877 und wurde erst fast 6 Monate später geborgen. Nachdem die Reparaturen beendet waren, wurde die Ryūjō zum Schulschiff reklassifiziert und machte in den 1880er Jahren einige lange Trainingsfahrten in den Pazifik. Die zweite Reise wurde abgebrochen, weil fast die halbe Mannschaft an Beriberi erkrankte. Der japanische Marinearzt Takaki Kanehiro vermutete die Ursache in einem Ernährungsmangel und überzeugte die Regierung davon, die Fahrt mit einem Schiff, auf dem nahrhafteres Essen ausgegeben wurde zu wiederholen. Die Theorie wurde bestätigt, weil nur die Männer, die das nahrhafte Essen nicht aßen, krank wurden.
Später wurde die Ryūjō zu einem stationären Schulschiff, als ihre Maschinen 1887-1888 ausgebaut wurden und sie 1890 der Schule für Schiffsartillerie zugeordnet wurde. Diese Aufgabe behielt sie, bis 1906, obwohl sie schon 1893 stillgelegt wurde. 1908 wurde die Ryūjō zum Abwracken verkauft.

## Hintergrund und Beschreibung
Eine Korvette mit einem mit Eisen gepanzerten hölzernen Schiffsrumpf wurde von einem britischen Kaufmann für die Marine des Daimyō im Han (Lehen) von Kumamoto bei einer britischen Werft in Aberdeen bestellt. Unter dem Namen Jho Sho Maru beim Erbauer, war sie an der Wasserlinie 64 m lang, 11,6 m breit und hatte einen Tiefgang von 5,6 m. Gemäß der Schätzung des Laderaums hatte das Schiff zum Zeitpunkt seines Baus eine Ladekapazität von 992 Registertonnen, wenn man die Antriebsmaschinenräume ausschließt. Als Korvette verdrängte sie 2.571 t und hatte am Bug einen Rammsporn. Im Oktober 1873 hatte sie eine Besatzung von 275 Mann.
Die Ryūjō hatte ein Paar von horizontalen, direktwirkenden Dampfmaschinen, die eine einzelne Welle antrieben und dabei den Dampf von vier rechteckigen Dampfkesseln mit einem Druck von 142 kPa (1,42 atm) bekamen. Die Maschinen leisteten etwa 800 PS = etwa 600 kW mit denen das Schiff eine Geschwindigkeit von 9 kn (17 km/h) erreichte. Sie hatte 460 t Kohle an Bord, aber ihre Reichweite ist unbekannt. Die Korvette hatte eine Vollschifftakelung mit drei Masten.
Die Ryūjō war ursprünglich mit zwei 16,5-cm-Geschützen (100 Pfünder) bewaffnet, die als Jagdgeschütze auf Pivotlafetten montiert waren. An den Breitseiten hatte das Schiff acht 14-cm-Geschütze (64 Pfünder). Alle waren Glattrohrgeschütze und Vorderlader und vom Geschützmacher Josiah Vavasseur in seinem Londoner Artilleriewerk hergestellt. Nach ihrer Auslieferung an die Japaner im Jahr 1870 wurde ihre Bewaffnung durch ein Paar 5,7 cm 6-Pfünder Geschütze von Armstrong-Whitworth und zwei Vorderladergeschützen mit Zügen der Firma Parrott (Kaliber unbekannt) verstärkt. Im Jahre 1872 wurden die Parrott Kanonen durch ein weiteres Paar der 14-cm-Geschütze ersetzt. 1887 soll die Bewaffnung der Ryūjō aus zwei gezogenen Hinterladern mit dem Kaliber 17 cm, die von der Firma Krupp hergestellt worden waren, sowie sechs 70-Pfünder von Vavasseur bestanden haben. Als das 1894 Schiff in ein Artillerieschulschiff umgebaut wurde, war es mit einem 17 cm Geschütz von Krupp und fünf 16 cm gezogenen Vorderladern bewaffnet.
Die Wasserlinie der Ryūjō war von einem Gürtelpanzer geschützt, der 132 t wog. Er bestand aus zwei Reihen von schmiedeeisernen Platten, die 1,50 m hoch und 11,4 cm dick waren. Die Geschütze könnten von einem 10,2 cm dicken Panzer geschützt worden sein.

## Konstruktion und Dienstzeit
Thomas Blake Glover, ein britischer Geschäftsmann mit beträchtlichen Geschäftsinteressen in Japan, bestellte bei der Schiffswerft Alexander Hall and Sons in Aberdeen, Schottland eine Panzerkorvette zum Preis von 42.032 Britischen Pfund. Der Stapellauf des Schiffes war am 27. März 1869 und am 24. Juli des gleichen Jahres war es fertig gestellt. Am 11. August lief sie nach Japan aus und erreichte Nagasaki im Januar 1870, wo Glover es am 12. April an die Kumamoto-Domäne zum Preis von 270.000 Goldryō (damalige japanische Währung) verkaufte. Sie benannten das Schiff vom ursprünglichen Jo Sho Maru (常勝丸 - じょうしょうまる) in Ryōshō (龍驤 - りょうしょう) um. Später wurde das Schiff dann in Ryūjō (龍驤 - りゅうじょう) erneut umbenannt.

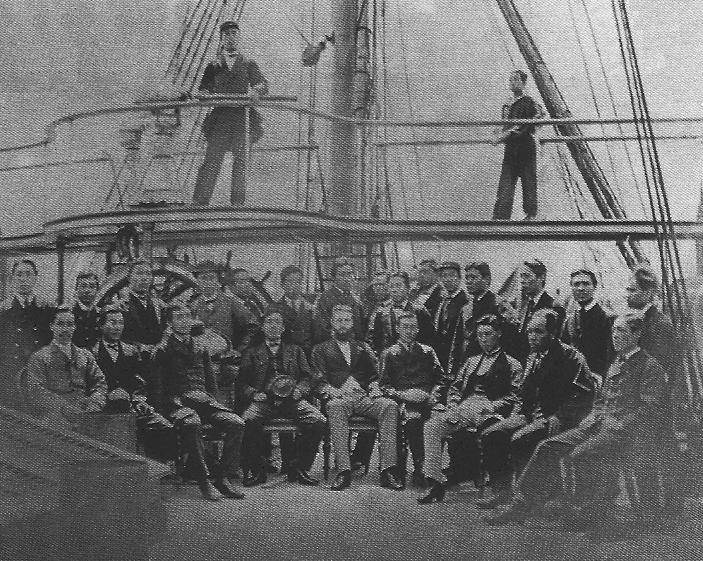
Schüler der Artillerieschule auf der Ryūjō zusammen mit ihrem britischen Lehrer Lieutenant Horse (ホース中尉), Anfang 1871

Die Korvette wurde am 6. Juni an die neu entstehende Kaiserlich Japanische Marine übergeben, wurde zum Flaggschiff und war das stärkste Schiff der Marine bis im Jahre 1878 das Panzerschiff Fusō fertiggestellt wurde. Kurz darauf fuhr die Ryūjō unter einem britischen Kapitän nach Yokohama. Ryūjō wurde während eines Besuchs am 21. November 1871 von Kaiser Meiji auf der Marinewerft Yokosuka inspiziert und er war während einer Rundfahrt am 23. Mai 1872 auch an Bord des Schiffes. Der Kaiser beobachtete die Flotte auch während ihrer Manöver am 26. Oktober. Das Schiff nahm am 19. Januar 1873 an Übungen vor der Insel Sarushima in der Bucht von Tokio teil und begleitete Außenminister Soejima Taneomi auf seiner Mission im kaiserlichen China später im Jahr, um eine Entschädigung für die Morde an japanischen Seeleuten durch Indigene aus Taiwan im Jahre 1871 zu fordern. Während der Saga-Rebellion (佐賀の乱, Saga no ran) im Jahre 1874 spielte das Schiff nur eine kleine Rolle, als es im März 1874 den Oberbefehlshaber der Regierung und seine Mitarbeiter in das nahe gelegene Nagasaki beförderte. Später in diesem Jahr beherbergte es den Innenminister Ōkubo Toshimichi.
Am 5. März 1875 besuchte der Tennō die Ryūjō während er auf der Marinewerft Yokosuka beim Stapellauf der ungepanzerten Korvette Seiki anwesend war. Vom 13. April bis zum 27. Juli 1876 besuchte das Schiff Wladiwostok im damaligen russischen Kaiserreich und verschiedene Häfen in Korea. Sie hielt sich in Kobe auf, als im Februar die Satsuma-Rebellion begann, nahm an der Niederschlagung der Rebellion allerdings nicht teil. Während eines Sturms lief die Ryūjō am 26. Oktober auf einem Felsen in der Bucht von Kagoshima auf Grund und wurde erst am 15. Mai 1878 wieder flott gemacht. Vom 24. bis 29. Juli von der Sloop Nisshin nach Yokosuka geschleppt, wurden die Reparaturen erst 1880 abgeschlossen. Am 30. Oktober wurde sie zum Schulschiff der Kaiserlich Japanischen Marineakademie.
Ihre erste Trainingsfahrt war eine Reise nach Australien im Jahr 1881 und am 7. April 1882 verlegte sie zur Marinestation Tōkai bei Yokohama. Das Schiff unternahm vom 19. Dezember 1882 bis 15. Oktober 1883 eine zweite Langstreckenreise und machte in Wellington, Neuseeland, Valparaíso Chile, Callao, Peru und Honolulu im damaligen Königreich Hawaiʻi Station. Das Schiff musste Honolulu anlaufen, weil 169 Besatzungsmitglieder, bei einer Besatzung von 376 Mann also fast die Hälfte, an Beriberi erkrankt und nicht mehr in der Lage waren, weiterzufahren. 23 von ihnen starben. Die durch die Untersuchungen von Dr. Takaki Kanehiro (s. o.) empfohlene und danach eingeführte Diät, ließ die Krankheit bei der japanischen Marine in wenigen Jahren verschwinden.
Am 26. Dezember 1884 lief die Ryūjō von Shinagawa aus und kreuzte vor der koreanischen Küste. Vom 1. Februar bis zum 11. September 1887 machte sie eine dritte Langstreckenreise nach Australien und Hawaii. Am 23. Dezember 1890 wurde sie zu einem Schiff 3. Klasse herabgestuft und wurde ein Schulschiff in der Artillerieschule. Am 2. Dezember 1893 wurde sie weiter zu einem Schiff 5. Klasse herabgestuft, was einer Außerdienststellung gleichkam und sie war nicht mehr permanent bemannt. Während des Ersten Chinesisch-Japanischen Krieges wurde sie vom 12. September 1894 bis zum 17. Februar 1895 als schwimmende Batterie am Eingang zum Hafen von Yokosuka mit einer Besatzung von 137 Mann eingesetzt und kehrte danach zu ihrer früheren Rolle als Schulschiff zurück. Sie wurde weiterhin als Artillerieschulschiff eingesetzt, bis im September 1906 eine neue Anlage an Land fertiggestellt wurde. Am 31. Juli 1908 befahl die Regierung, das Ornament am Bug zur Burg Kumamoto zur Erhaltung zu schicken, bevor die Ryūjō später im Jahr zur Verschrottung verkauft wurde.

### Englisch
- Barnes, F. K. & Brassey, Thomas A.: British and Foreign Armoured and Unarmoured Ships. In: The Naval Annual. J. Griffin, Portsmouth, UK 1887, OCLC 496786828, S. 261–422 (englisch).
- Hansgeorg Jentschura, Dieter Jung und Peter Mickel: Warships of the Imperial Japanese Navy 1869–1945. Naval Institute Press, Annapolis 1977, ISBN 0-87021-893-X (englisch).
- Eric Lacroix & Linton Wells: Japanese Cruisers of the Pacific War. Naval Institute Press, Annapolis 1997, ISBN 0-87021-311-3 (englisch).
- Jho Sho Maru. Aberdeen Built Ships Project, abgerufen am 2. Juli 2020 (englisch).
- Lengerer, Hans: The Kanghwa Affair and Treaty: A Contribution to the Pre-History of the Chinese–Japanese War of 1894–1895. In: Warship International. LVII. Jahrgang, Nr. 2. International Naval Research Organization, 2020, ISSN 0043-0374, S. 110–131 (englisch).
- Lengerer, Hans: The 1882 Coup d'État in Korea and the Second Expansion of the Imperial Japanese Navy: A Contribution to the Pre-History of the Chinese-Japanese War 1894–95. In: Warship International. LVII. Jahrgang, Nr. 3, September 2020, ISSN 0043-0374, S. 185–196 (englisch).
- Lengerer, Hans: The 1884 Coup d'État in Korea — Revision and Acceleration of the Expansion of the IJN: A Contribution to the Pre-History of the Chinese-Japanese War 1894–95. In: Warship International. LVII. Jahrgang, Nr. 4, Dezember 2020, ISSN 0043-0374, S. 289–302 (englisch).
- Chesneau, Roger & Kolesnik, Eugene M.: Conway's All the World's Fighting Ships 1860–1905. Conway Maritime Press, Greenwich, UK 1979, ISBN 0-8317-0302-4, Japan, S. 216–239 (englisch, archive.org).

### Japanisch
- Zōsen Kyōkai (Hrsg.): Nihon Kinsei Zōsen Shi. Kōdōkan, 5. Januar 1911 (japanisch, ndl.go.jp).
- Ministry of the Navy of Japan (Hrsg.): Kaigun Seido Enkaku Vol.10-1. Meiji Hyaku Nen Shi Sōsho Vol.182. Hara Shobō, April 1972 (japanisch,  [1940]).
- Daiji Katagiri: Rengō Kantai Gunkan Meimei Den. Usho Shobō Kōjin Sha, 2014, ISBN 978-4-7698-1565-5 (japanisch,  [September 1993]).
- Shizuo Fujii: Shashin Nihon Kaigun Zen Kantei Shi. KK Bestsellers, 1994, ISBN 4-584-17054-1 (japanisch).
- Kaigun Rekishi Hozon Kai (Hrsg.): Nihon Kaigun Shi. Band 7. Daiichi Hōki Shuppan, 1995, ISBN 4-474-10058-1 (japanisch).
- Nihon Gunkan Shi. In: Ships of the World. Nr. 500. Kaijin Sha, 1995 (japanisch).